# Blue Blood
Blue Blood, ook wel geschreven als BLUE BLOOD, is het tweede album van de Japanse band X Japan. Het is tevens de grote doorbraak van de band geweest in eigen land. Het bevat enkele heropnames van hun eerste album Vanishing Vision, zoals Kurenai en Unfinished.

## Tracklist
1. Prologue (~World Anthem) - 2:35
2. Blue Blood - 5:02
3. Weekend - 6:03
4. Easy Fight Rambling - 4:42
5. X - 6:02
6. Endless Rain - 6:30
7. Kurenai - 6:09
8. XClamation - 3:52
9. Orgasm - 2:42
10. Celebration - 4:51
11. Rose of Pain - 11:50
12. Unfinished - 4:24